# San Vittore (Szwajcaria)
San Vittore – miejscowość i gmina w południowo-wschodniej Szwajcarii, w kantonie Gryzonia, w regionie Moesa.

## Demografia
W San Vittore mieszkają 864 osoby. W 2020 roku 25,7% populacji gminy stanowiły osoby urodzone poza Szwajcarią. 

## Transport
Przez teren gminy przebiegają autostrada A13 oraz droga główna nr 13.
Do 1978 znajdowało się tutaj lotnisko wojskowe San Vittore.